# Götz Briefs
Götz Anton Briefs, auch Götz A(nthony) Briefs (* 1. Januar 1889 in Eschweiler; † 16. Mai 1974 in Rom) war ein römisch-katholischer Sozialethiker, Sozialphilosoph und Nationalökonom.

## Leben
Götz Briefs studierte ab 1908 in München Geschichte und Philosophie, wechselte 1909 nach Bonn, später nach Freiburg. 1911 wurde er mit einer wirtschaftspolitischen Untersuchung über das Spirituskartell summa cum laude promoviert. 1913 habilitierte er sich in Freiburg mit einer Schrift zur klassischen Nationalökonomie mit besonderer Berücksichtigung der Durchschnittsprofitrate.
1919 wurde er als Professor für Wirtschafts- und Sozialpolitik an die Universität Freiburg berufen. Im selben Jahr war er an der Ausarbeitung des Betriebsrätegesetzes beteiligt. 1921 wurde er Ordinarius an der Universität Würzburg, 1923 wechselte er wieder nach Freiburg. 1926 nahm Briefs einen Ruf an die Technische Hochschule Berlin an. 1928 gründete er in Berlin gemeinsam mit Paul Riebensahm das Institut für Betriebssoziologie und soziale Betriebslehre. Aufgrund der nationalsozialistischen Bedrohung emigrierte er 1934 in die USA. Götz Briefs war zunächst Gastprofessor an der Catholic University of America in Washington, D.C., 1937 erhielt er einen Ruf als Full Professor an die Georgetown University in Washington.
Neben Theodor Brauer, Gustav Gundlach, Paul Jostock, Franz Hermann Müller, Heinrich Rommen und Oswald von Nell-Breuning war Briefs ab 1930 Mitglied des „Königswinterer Kreises“, aus dem 1932 das Institut für Gesellschafts- und Wirtschaftsordnung hervorging.
Er publizierte über 350 wissenschaftliche Beiträge. Er war Autor des Artikels Sozialform und Sozialgeist der Gegenwart im Handwörterbuch der Soziologie, herausgegeben von Alfred Vierkandt. Götz Briefs erhielt zahlreiche Stipendien und sechs Ehrendoktortitel. 1959 wurde er mit dem Großen Verdienstkreuz des Verdienstordens der Bundesrepublik Deutschland und 1968 mit dem Großen Verdienstkreuz mit Stern geehrt. Er war Ehrenmitglied der KDStV Borusso-Saxonia Berlin, der KDStV Hercynia Freiburg im Breisgau und der KDStV Wildenstein Freiburg im Breisgau im CV sowie der KStV Askania Berlin im KV.
Götz Briefs wurde auf dem deutschen Friedhof im Vatikan Campo Santo Teutonico beerdigt.
Im Jahr 1981 erschien von ihm in Würzburg Die dünne Grenze zur Barbarei. Fazit eines Lebens um der Freiheit willen mit einem Vorwort von Alphons Horten.
Nach ihm ist seit 1989 der Götz-Briefs-Weg an der Inde in seiner Heimatstadt Eschweiler benannt.

## Werk
Ausgangspunkt seines wissenschaftlichen Werkes ist die Entstehung und Entwicklung des Proletariats, das er – im Gegensatz zu Karl Marx – nicht als Revolutionsmotor sieht, da die Lohnarbeiterschaft grundsätzlich weniger an einer Zementierung ihres Standes, sondern vielmehr an einem sozialen Aufstieg interessiert sei. Dieser Gedanke ist für ihn – neben einem sozialchristlichen Überbau – wesentlich für die Entstehung der Sozialen Marktwirtschaft, die eine solche soziale Mobilität (im Gegensatz zu einer Stände- oder Klassengesellschaft) erlaubt. Ist Briefs in den 1920er Jahren noch Fürsprecher der Gewerkschaft, kritisiert er später vor allem die deutschen Gewerkschaften als starr. Er prägt den Begriff der „befestigten Gewerkschaften“, die sich von ihrer Kernaufgabe, dem Verhandeln kollektiver Löhne, zusehends entfernten und die Lebenswirklichkeit der Arbeitnehmer aus den Augen verlören. Möglicherweise ist ein Grund für seinen Sinneswandel sein neues Umfeld in den USA. Hier lernt er auch Josef Schumpeter persönlich kennen, der das Unternehmertum in den Mittelpunkt seines Schaffens stellt.
In philosophisch-ethischer Hinsicht hat sich Götz Briefs für eine Versöhnung des (Ordo-)Liberalismus mit der katholischen Soziallehre eingesetzt. Seine Auswanderung ist ein Beispiel für den Braindrain, der ab 1933 unter deutschen Intellektuellen einsetzte. Trotz seiner antimarxistischen Haltung war Briefs den Nationalsozialisten wegen seines katholischen Glaubens verhasst.